# William Froude
William Froude (Dartington, 28 novembre 1810 – Simon's Town, 4 maggio 1879) è stato un ingegnere idrodinamico e architetto navale britannico.
Precursore della teoria dei modelli ha sviluppato per primo il metodo di correlazione che permette di determinare la resistenza all'avanzamento di una nave (al vero) dalle prove fatte su modelli in scala trainati in una vasca navale.

## Biografia
Froude nacque a Dartington, Devon (Inghilterra) e frequentò la Westminster School e l'Oriel College a Oxford, laureandosi con il massimo dei voti nel 1832.
Nel 1876 ricevette in premio la Royal Medal assieme a C. Wyville Thomson.
Un tipo particolare di freno idrodinamico che viene utilizzato per eseguire la misura della potenza delle turbine idrauliche porta il suo nome: freno idraulico di tipo Froude. Questo freno idraulico può essere detto anche di tipo a celle oppure vorticellare.
Morì nel 1879, durante una vacanza (come ospite ufficiale della Marina Reale inglese) a Simonstown, in Sudafrica, e fu lì sepolto ricevendo i massimi onori della Marina. William Froude era fratello di James Anthony Froude, uno storico, e di Hurrel Froude, scrittore e sacerdote.